# Contea d'Albon
La contea d'Albon è un'antica contea francese.

Stemma dei Delfini del Viennois

Nel 1030 l'arcivescovo di Vienne ricevette l'amministrazione dell'antica contea di Vienne e la divise in due nuovi feudi: a nord la contea di Maurienne, futura Savoia, ceduta a Umberto Biancamano, a sud la contea d'Albon, ceduta a Ghigo III, già signore d'Albon.
Suo figlio Ghigo IV si faceva chiamare "Delfino" mentre Ghigo V, il nipote, fece diventare questo soprannome un titolo, "Delfino del Viennois" e le sue terre vennero dette da allora Delfinato.

## Signori del Castello di Albon

### Casa d'Albon
- Ghigo I il Vecchio (circa 1000 – 1070), conte in Oisans, Grésivaudan e Briançonnais
andato sposo prima ad Adelaide di Savoia († c.a. 1025), figlia di Umberto I Biancamano, capostipite dei Savoia, e poi ad Ines di Barcellona;[1][2]
- Ghigo II, detto il Grasso (v. 1020 – 1079), figlio del precedente e di Adelaide di Savoia, Conte in Grésivaudan e Briançonnais
sposò Petronilla d'Argental dalla quale ebbe un figlio;[1][3]

## Conti d'Albon

### Casa d'Albon
- Ghigo III, il Conte (v. 1050 – 1133), primo conte d'Albon (parte sud della vecchia contea di Vienne), figlio del precedente
sposato con Matilde di Sicilia di Altavilla (1070 – 1130), dalla quale ebbe due figli e tre figlie;
- Ghigo IV, il Delfino (v. 1095 – 1142), figlio del precedente
sposato a Margherita di Borgogna (1100 – 1164), dalla quale ebbe quattro figli, due femmine e due maschi;

## Delfini del Viennois

### Casa d'Albon
- Ghigo V (v. 1120 – 1162), figlio del precedente
sposato a Beatrice del Monferrato, da quale ebbe una sola figlia: Beatrice d'Albon;
- Beatrice d'Albon, (1161 – 1228) figlia del precedente
sposata tre volte:
  1. Alberico Tagliaferro di Tolosa (1160 c.a. – 1183), secondo figlio di Raimondo V di Tolosa e di Costanza di Francia (1128 – 1176), figlia di Luigi VI, re di Francia e di Adelaide di Savoia; da Alberico non ebbe figli;
  2. Ugo III, duca di Borgogna (1148 – 1237), figlio di Eudes II di Borgogna e di Maria de Champagne, dal quale ebbe 3 figli (due femmine ed un maschio);
  3. Ugo I di Coligny (1170 – 1205), figlio di Umberto II di Coligny e di Ida di Borgogna, dal quale ebbe due figlie.

### Casa di Borgogna
- Ghigo VI (1184 – 1237), figlio di Ugo III di Borgogna e di Beatrice d'Albon
sposato a Beatrice di Sabran, poi a Beatrice di Monferrato
- Ghigo VII (v. 1225 – 1269), figlio del precedente e di Beatrice del Monferrato;
sposato a Beatrice di Faucigny (1237 – 1310)
- Giovanni I (1263 – 1282), figlio del precedente
sposato a Bona di Savoia (1275 – 1300), figlia di Amedeo V di Savoia

### Casato di la Tour-du-Pin

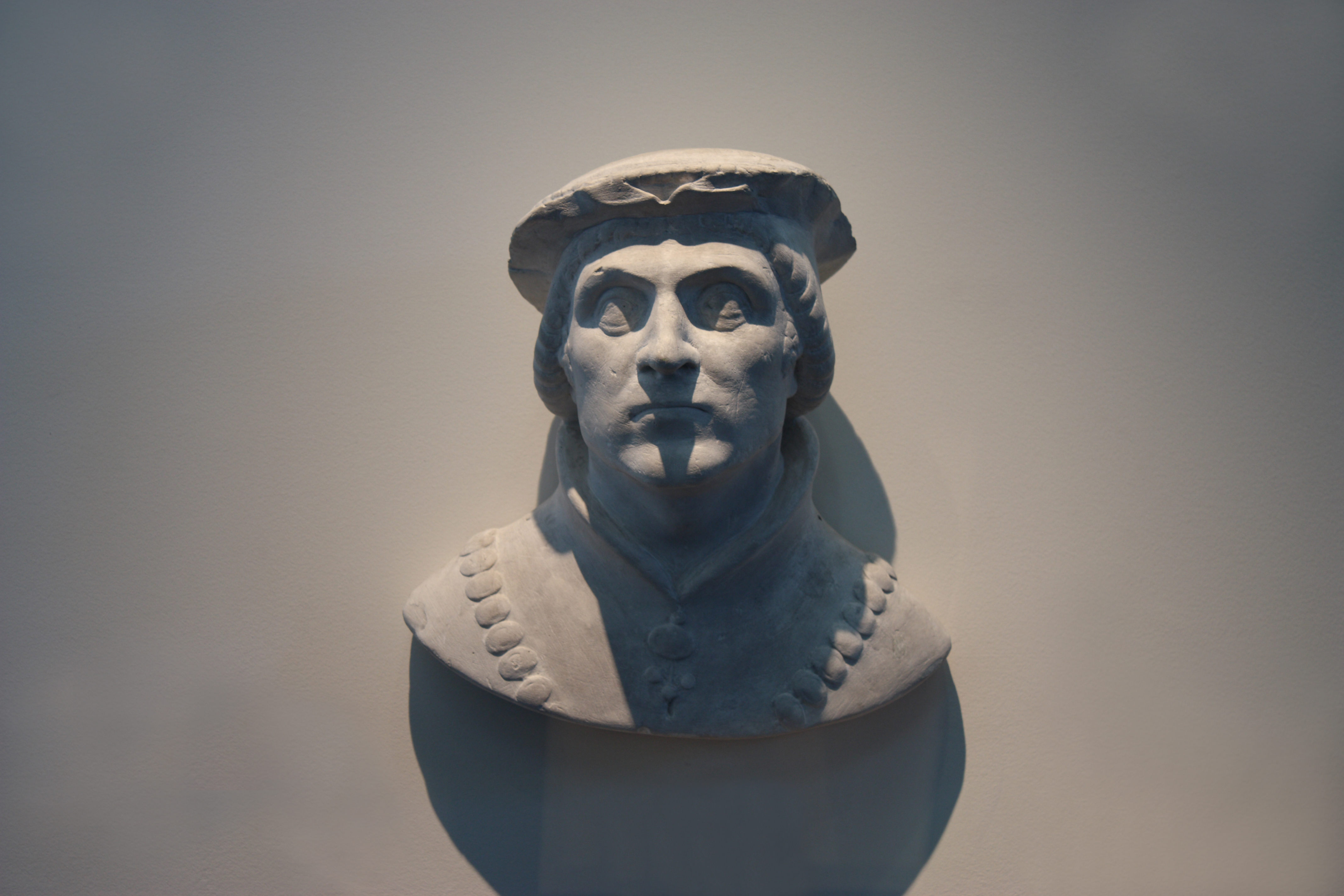
Umberto I de la Tour-du-Pin

- Umberto I (v. 1240 – 1306), cognato del precedente. 
sposato con Anna di Borgogna, figlia di Ghigo VII: grazie a questo matrimonio, con Umberto I inizia il periodo in cui delfino del Viennois sarà un appartenente alla famiglia dei La Tour du Pin;
- Giovanni II (1280 – 1318), figlio del precedente
sposato con Beatrice d'Ungheria
- Ghigo VIII (1309 – 1333), figlio del precedente
sposato ad Isabella di Francia
- Umberto II (1312 – 1355), fratello del precedente
sposato a Maria di Baux

Nel 1349 Umberto II vende il Delfinato al regno di Francia.